# 韋表微
韦表微（?—?），字子明，唐朝京兆万年人。
韦表微是隋朝郿城公韦元礼七世孙。很小的时候既能写文章。母亲教育得稍微严厉，就不敢吃饭，因此没有受到责备。韦皋镇西川，王纬、司空曙、独孤良弼、裴涚都参加他的幕府，互相推让。裴涚说韦表微就像卫玠，自以为不能及。韦表微擢进士第，多次被征辟辅佐藩府。元和十五年（820年），入朝授监察御史里行，不高兴，想要为松菊主人，不愧陶渊明。第二年，以本官充翰林学士。当时，李绅被贬端州，庞严、蒋防也被贬谪，缺学士，人人争相推荐与宰相关系好的人，韦表微推荐韦处厚，人服其公正。历任左补阙、库部员外郎、知制诰。后与韦处厚建议增选学士，再推荐路隋。韦处厚以对待父辈事奉韦表微，于是说：“路隋位高，入翰林院在叔父你之上，怎么办？”他回答："选德进贤，不计私利。”满一年，擢升为中书舍人。唐敬宗想要任命韦表微、韦处厚为相，不久，遇弑。唐文宗即位，独以韦处厚为相，进韦表微户部侍郎。丌志沼叛乱，文宗下诏让李听率师讨伐，抵达河上。文宗忧虑不成功，韦表微说：“以李听的军势，不出十五日必破贼。”捷报奏上，只用了十日。丌志沼率领残兵六千逃到昭义军，宰相请处死首恶者，放归胁从者回到魏州。韦表微上言：“叛逆已经投降，又把他们杀掉，不是好生之道。请以李听取代史宪诚镇守魏州，丌志沼之徒，可令他招纳。”唐文宗不听。于是以他长期患病罢免学士之职。六十岁去世，赠礼部尚书。他为官清廉，居住的堂屋寝室狭窄，去世后，吊唁的宾客为之嗟叹。著有《九经师授谱》一卷，《春秋三传总例》二十卷。其子韦蟾，进士登第，咸通末年，为尚书左丞。